# Anders Hansson i Trollhättan
Anders Emil Hansson (i riksdagen kallad Hansson i Trollhättan), född 24 januari 1882 i Trollhättan, död där 13 oktober 1936, var en svensk handlare, ombudsman och politiker (socialdemokrat).
Hansson var ledamot av riksdagens andra kammare 1921–1936, invald i Älvsborgs läns norra valkrets. Han skrev 35 egna motiponer bl.a. om pensioner och understöd till enskilda individer, om en lag angående slakt av husdjur. 